# Knœrsheim
Knœrsheim é uma comuna francesa na região administrativa de Grande Leste, no departamento Baixo Reno. Estende-se por uma área de 2,35 km². Em 2010 a comuna tinha 218 habitantes (densidade: 92,8 hab./km²).